# Johnny Ruffo
Johnny Ruffo (* 8. März 1988 in Balcatta, Perth, Western Australia; † 10. November 2023 in Sydney, New South Wales) war ein australischer Popsänger, Tänzer und Schauspieler.

## Leben
Johnny Ruffo wurde im März 1988 in Balcatta, Western Australia, als Sohn von Jill und Pasche Ruffo geboren. Er hatte durch seinen Vater italienische Wurzeln. Die Eltern trennten sich, als Ruffo drei Jahre alt war, und er zog mit seiner Mutter weg. Er verbrachte den größten Teil seiner Jugend bei seiner Mutter und beschloss im Alter von zwölf Jahren, seinen Traum von einer Musikkarriere zu verwirklichen, so wie sein großes Vorbild Michael Jackson. Er brachte sich selbst das Klavier- und Gitarrespielen bei und fing mit 14 Jahren an, seine eigenen Lieder zu schreiben. Nach seinem Abschluss an der Balcatta Senior High School begann er als Bauarbeiter in Perth und nahm später einen Job als Sänger und Songwriter der Elektropop-Band Supernova an.
Ruffo starb am 10. November 2023 im Alter von 35 Jahren an den Folgen eines Hirntumors, an dem er seit 2017 erkrankt war.

## Karriere
2011 bewarb er sich für die dritte Staffel der Castingshow The X Factor. Er überstand das Casting und kam in die Live-Shows, in denen er von seinem Mentor Guy Sebastian betreut wurde. Am Ende belegte er den 3. Platz hinter Reece Mastin und Andrew Wishart. Ruffo erhielt trotzdem einen Plattenvertrag bei Sony Music. Im darauffolgenden Jahr nahm er an der Tanzshow Dancing with the Stars teil und gewann den Wettbewerb. Ebenfalls 2012 brachte Ruffo bei Jay Jays Armbanduhren auf den Markt.
Seine erste Single On Top veröffentlichte er im Juni 2012. Obwohl er damit nicht über Platz 14 der australischen Charts hinauskam, erreichte das Lied Platin-Status. Wenige Monate später brachte er seine zweite Single Take It Home raus, die es auf Platz 30 der Charts schaffte und mit Gold ausgezeichnet wurde. 2013 veröffentlicht er seine dritte Single Untouchable.
Außer als Musiker war Ruffo auch als Schauspieler tätig. Sein Debüt gab er in der australischen Daily Soap Home and Away, in der er von 2013 bis 2016 in der Nebenrolle des Chris Harrington zu sehen war.

## Diskografie
Singles
- On Top (2012)
- Take It Home (2012)
- Santa Claus Is Coming to Town (2012)
- Untouchable (2013)

## Filmografie (Auswahl)
- 2013–2016: Home and Away (Fernsehserie, 309 Episoden)
- 2020: Nachbarn (Neighbours, Fernsehserie, 4 Episoden)